# Nilton Ferreira Júnior
Nilton Ferreira Júnior (Barra do Garças, Mato Grosso; 21 de abril de 1987) es un futbolista brasileño que juega de mediocampista defensivo y su actual equipo es Real Tomayapo de la Primera División de Bolivia.

## Clubes
| Club                | País    | Año           |
| ------------------- | ------- | ------------- |
| Corinthians         | Brasil  | 2005          |
| Bragantino (cedido) | Brasil  | 2006          |
| Corinthians         | Brasil  | 2007-2008     |
| Vasco da Gama       | Brasil  | 2009-2012     |
| Cruzeiro            | Brasil  | 2013-2014     |
| Internacional       | Brasil  | 2015-2016     |
| Vissel Kobe         | Japón   | 2016-2017     |
| Bahía               | Brasil  | 2018-2019     |
| CSA                 | Brasil  | 2019          |
| Oeste Futebol Clube | Brasil  | 2020          |
| Real Tomayapo       | Bolivia | 2021-presente |

## Palmarés

### Títulos nacionales
Corinthians
- Campeonato Brasileiro: 2005
- Campeonato Brasileño de Serie B: 2008

Vasco da Gama
- Campeonato Brasileño de Serie B: 2009
- Copa de Brasil: 2011

Cruzeiro
- Campeonato Brasileiro: 2013, 2014
- Campeonato Mineiro: 2014

### Distinciones individuales
- Equipo Ideal del Campeonato Brasileiro: 2013